# Abrigos rupestres de Tormón
Los abrigos rupestres de Tormón constituyen un conjunto arqueológico de Tormón, municipio de la provincia de Teruel (Comunidad Autónoma de Aragón, España).

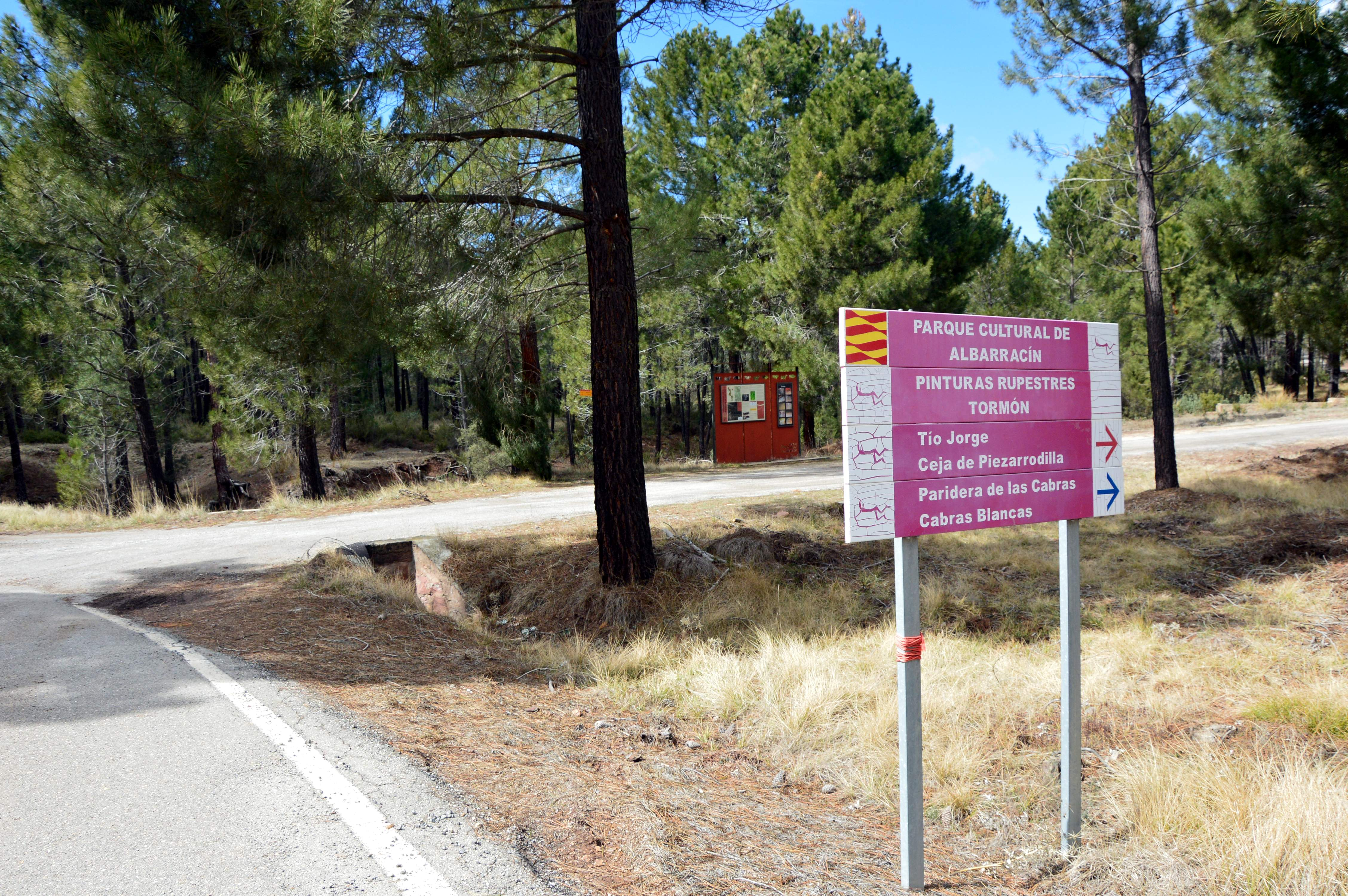
Panel relativo a los abrigos rupestres del Prado de Tormón, en las proximidades de la Casa Forestal (2018).

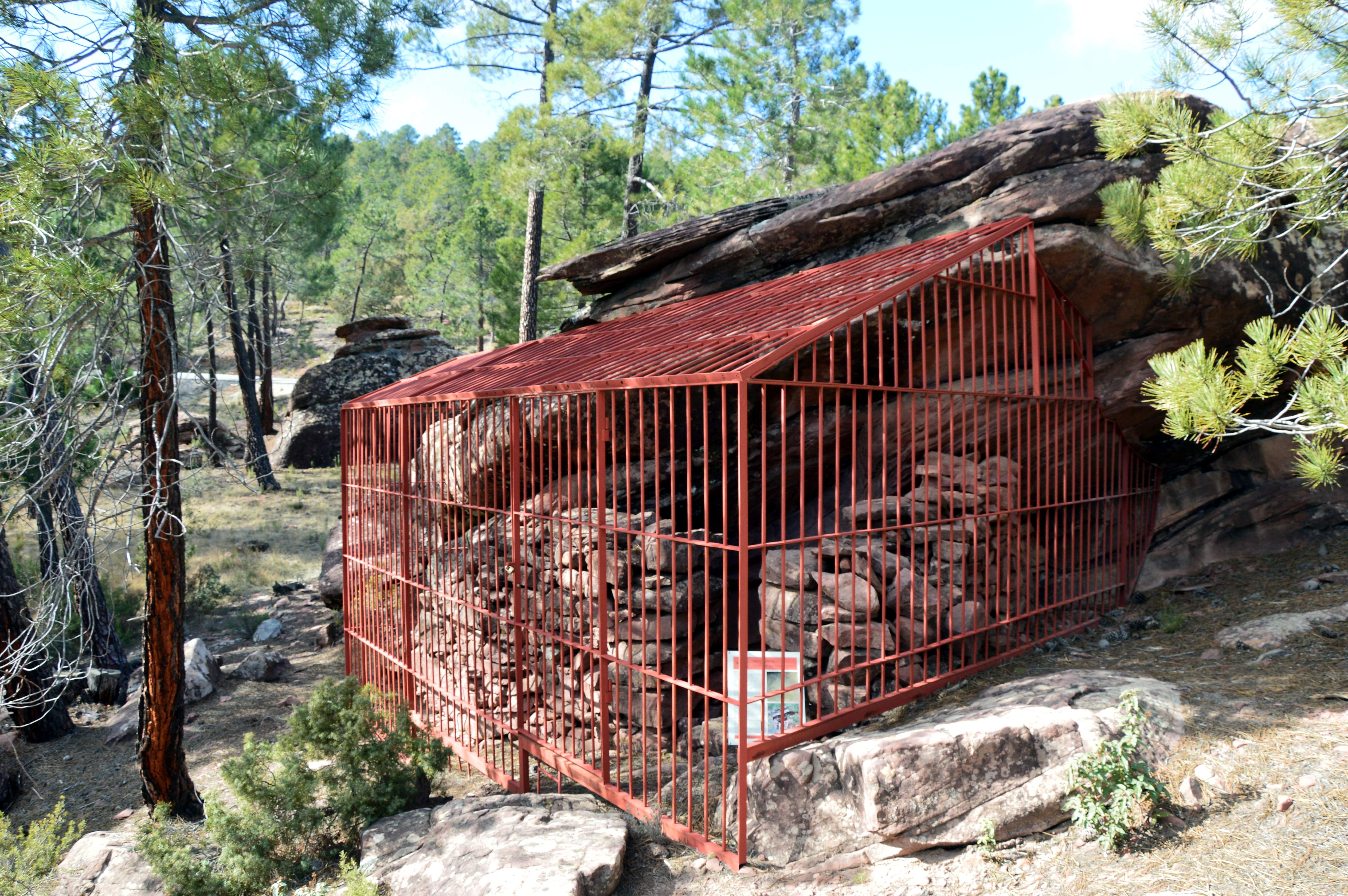
Abrigo de la Hoya de los Navarejos II en Tormón (Teruel), Parque Cultural de Albarracín (2018).

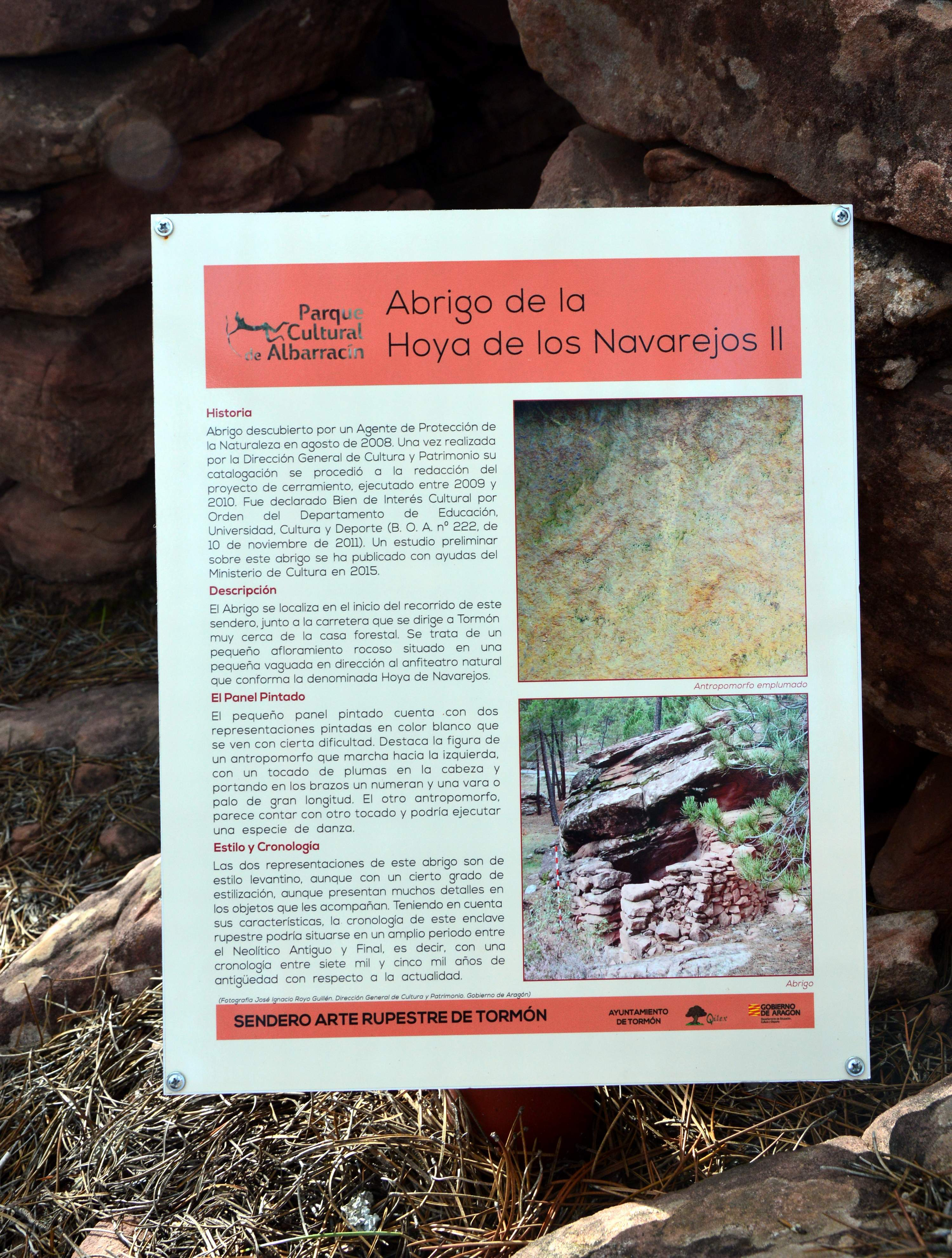
Panel ilustrativo en el abrigo de la Hoya de los Navarejos II en Tormón, Parque Cultural de Albarracín (2018).

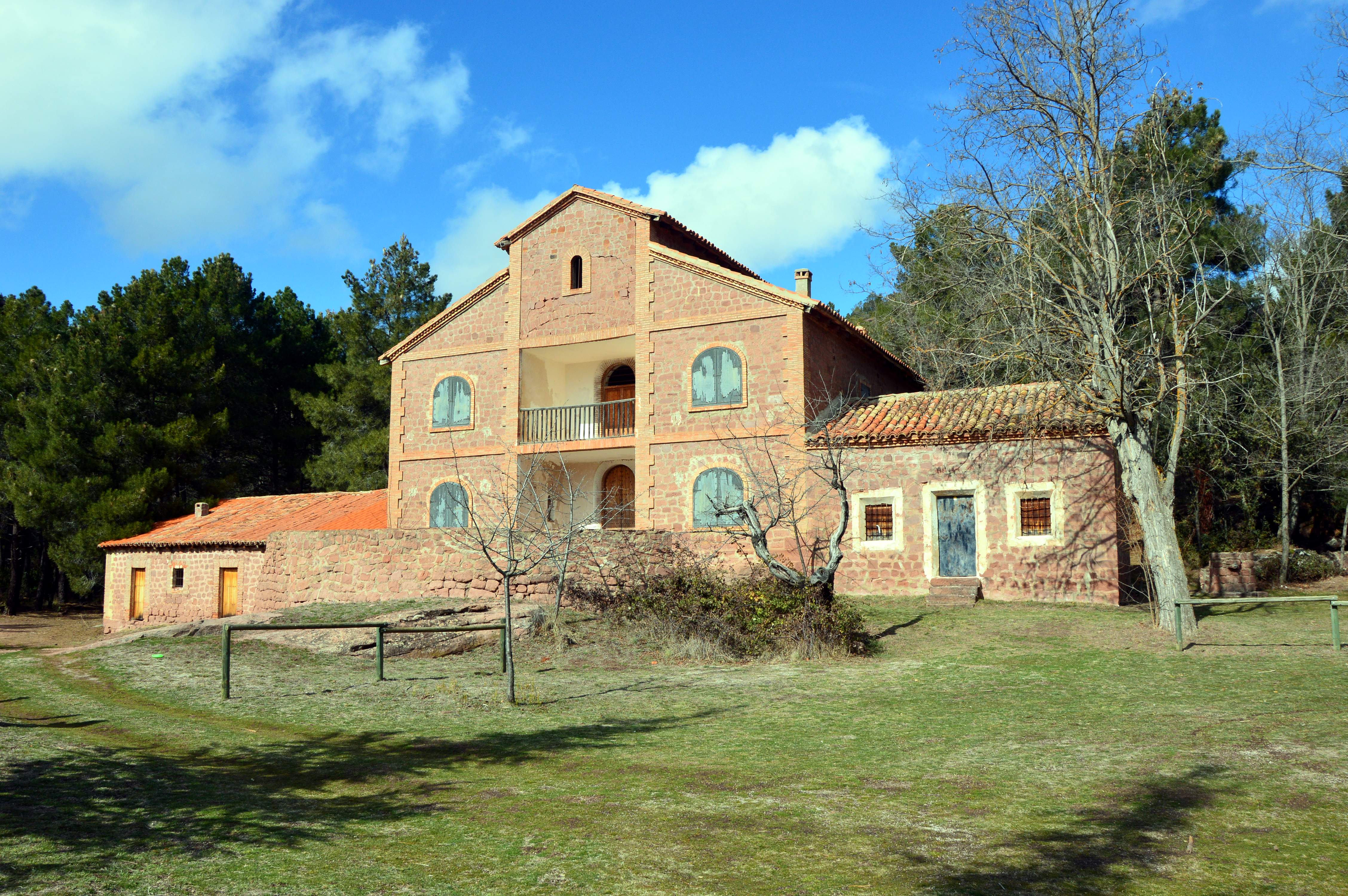
Fachada principal de la Casa Forestal de Tormón, construcción de principios del destinada a vivienda de forestales (2018).

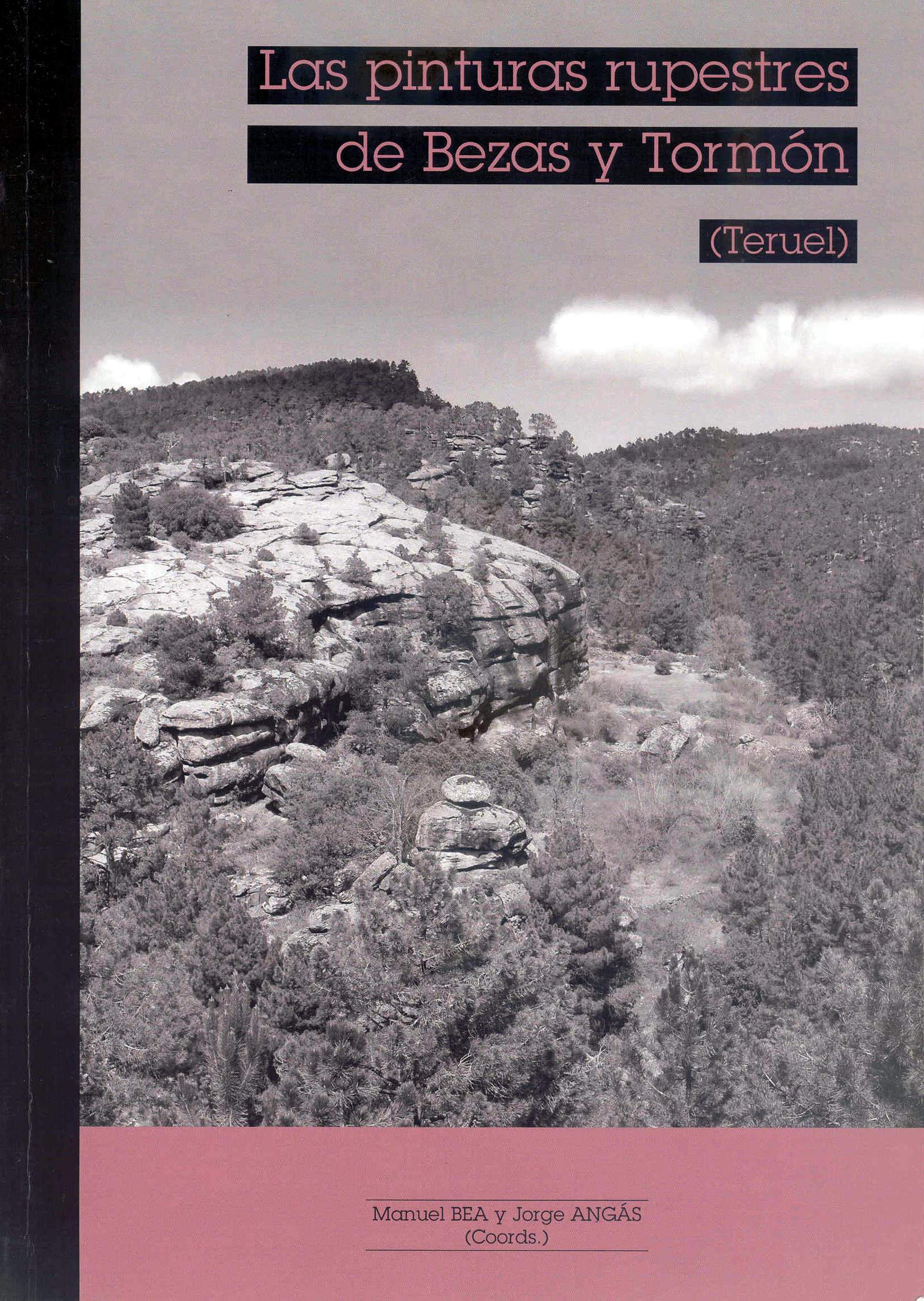
Portada del libro "Las pinturas rupestres de Bezás y Tormón", Manuel Bea y Jorge Angás, Coords (Teruel, 2015).

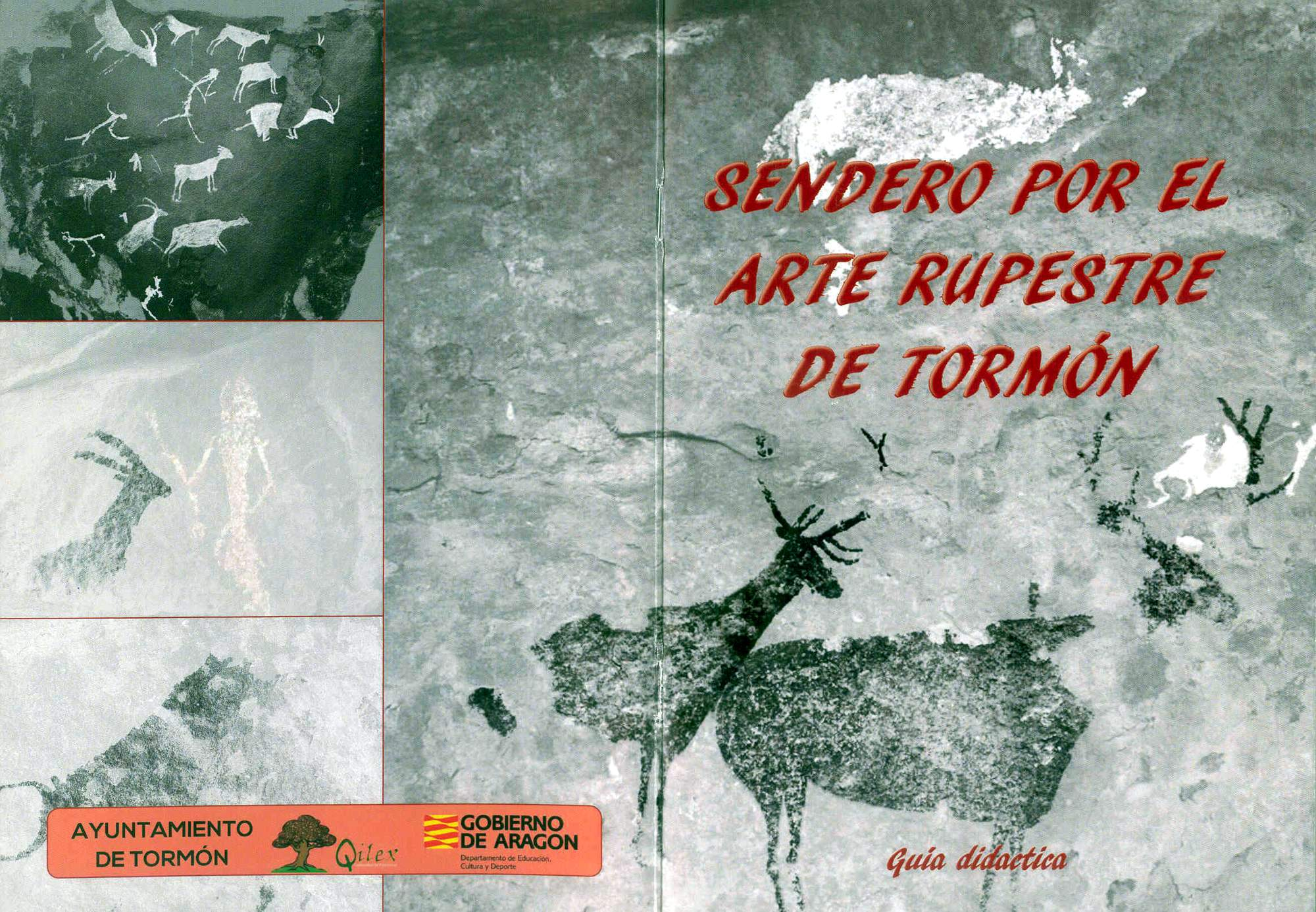
Portada y contraportada de la "Guía didáctica" del Sendero por el Arte Rupestre de Tormón, editada por el Ayuntamiento de Tormón (2017).

Situadas en el monte público de «El Rodeno», las primeras pinturas fueron descubiertas por los lugareños y estudiadas por Henri Breuil (1877-1961) y Hugo Obermaier (1877-1943), en los años veinte del pasado siglo XX (1926-1927). Pertenecen al Parque Cultural de Albarracín,- y han sido declaradas Bien de Interés Cultural (BIC). Junto con el resto del Arco Mediterráneo de la península ibérica, las pinturas rupestres de la Sierra de Albarracín fueron declaradas Patrimonio de la Humanidad en diciembre de 1998.

## Historia
Según relata el paleontólogo y prehistoriador español de origen alemán, Hugo Obermaier, a finales de enero de 1926 recibió una carta del padre Lorenzo Sierra, desde Madrid, con el que había colaborado en investigaciones prehistóricas en Santander. El clérigo le comunicaba que el padre Prudencio García, del «Colegio de San Vicente de Paúl», en Teruel, había tenido conocimiento de la existencia de ciertas pinturas rupestres en las proximidades de Tormón. El padre García, en compañía del párroco del lugar (don Francisco Musulén y Artigot), comprobó que ciertamente había en el municipio pinturas antiguas que podrían ser de interés científico. Obermaier aceptó la invitación para ir a Tormón, viaje que realizó en la última semana de marzo de 1926, en compañía de su amigo el profesor de arqueología y prehistoriador francés, Henri Breuil, del Instituto de Paleontología Humana de París, «la primera autoridad en las cuestiones del arte cuaternario».
Del viaje de Breuil y Obermaier a la villa de Tormón queda su estudio, en el que muestran su agradecimiento a todas las personas que contribuyeron al mismo, muy particularmente al párroco del lugar, a las autoridades municipales y al guarda forestal del Estado, don Teodoro Marín, «en cuya casa hemos encontrado hospitalidad y toda clase de facilidades para el buen éxito de nuestra tarea».
Del aislamiento de Tormón en los primeros años del siglo XX (1926) dan idea las indicaciones de los investigadores para arribar al lugar:

«Para llegar a aquellos lugares, que son muy pintorescos, se puede tomar el automóvil de la línea de Teruel a Adamuz (sic) y bajar en el pueblo de Libros; desde aquí a la citada casa forestal hay unas cuatro horas de camino de herradura. Más cómodo resulta para el visitante alquilar un auto, el que en hora y media puede conducirle desde Teruel a las Minas del Collado de la Plata, pasando por (El) Campillo. Desde éstas hasta la casa forestal se invierte aproximadamente hora y media de camino de herradura».
Las pinturas rupestres de los alrededores de Tormón (Teruel), Henri Breuil y Hugo Obermaier 

Resultado de aquella excursión fue una pionera publicación en el «Boletín de la Real Academia de la Historia» (1927) -Las pinturas rupestres de los alrededores de Tormón (Teruel)-: en la que se describen las pinturas de tres abrigos: La Cerrada del Tío José (también, del Tío Jorge) y La Ceja de Piezarrodilla (ambos situados en las proximidades de la Casa Forestal y prado de Tormón), así como el de Los Toros, situado en el barranco de las Olivanas (ubicado a kilómetro y medio de los anteriores, ya en término de Albarracín). 
Hasta la publicación de Breuil y Obermaier (1927), en la provincia de Teruel se conocían ocho abrigos con pinturas rupestres: tres en Calapatá, uno en Masaleón (abrigo deis Secans), otro en Alcañiz (abrigo del Val del Charco del Agua Amarga) y tres en Albarracín: 

«Los nuevos abrigos de Tormón, por su situación geográfica y su carácter artístico, se relacionan estrechamente con los de los alrededores inmediatos de Albarracín. La ejecución esmerada y finísima, especialmente de las figuras de animales, les da un altísimo valor estético y las coloca muy por encima de la mayoría de las pinturas levantinas, garantizándoles un sitio de honor entre las obras del arte cuaternario español».
Las pinturas rupestres de los alrededores de Tormón (Teruel), Henri Breuil y Hugo Obermaier 

## Ubicación y descripción de los abrigos rupestres de Tormón
Actualmente, en el monte «El Rodeno» de Tormón existen casi dos decenas de abrigos rupestres reconocidos, distribuidos en dos sectores: 
- Abrigos del Prado de Tormón (4) –situados en el entorno de la Casa Forestal-: Cerrada del Tío Jorge, Ceja de Piezarrodilla, Paridera de Tormón y  Cabras Blancas.
- Abrigos del Sendero de Arte Rupestre de Tormón (15) –situados en posición meridional respecto de la Casa Forestal-: Abrigo Hoya de los Navarejos I, Abrigo Hoya de los Navarejos II, Abrigo Hoya de los Navarejos III, Abrigo Hoya de los Navarejos IV, Abrigo Hoya de los Navarejos V, Abrigo Prados de los Arejos I, Abrigo Prados de los Arejos II, Abrigo Prados de los Arejos III, Abrigo Barranco de la Casa Forestal de Tormón I, Abrigo Barranco de la Casa Forestal de Tormón II, Abrigo Barranco de la Casa Forestal de Tormón III, Abrigo Barranco de la Casa Forestal de Tormón IV, Abrigo Barranco de la Casa Forestal de Tormón V, Abrigo Barranco de la Casa Forestal de Tormón VI y Abrigo Barranco del Prao Medias.

Respecto de los abrigos del Prado de Tormón, el denominado Cerrada del Tío Jorge y el de la Ceja de Piezarrodilla son los primeros que se descubrieron, descritos por Breuil y Obermaier (1927). En cuanto a los demás abrigos de este recorrido –Cabras Blancas y Paridera de Tormón-: el primero fue localizado por Manfred y Katjia Bader, en 1981; posteriormente, Octavio Collado Villalba coordinó una revisión de las pinturas de este abrigo. El segundo fue descubierto por el guarda-guía del Parque Cultural de Albarracín (Julián Sáez) en el verano de 1996, catalogado y documentado por los servicios técnicos de la Dirección General de Cultura y Patrimonio del Gobierno de Aragón, fue estudiado por Antonio Beltrán Martínez (1997). Los cuatro abrigos de esta ruta son patrimonio mundial de la UNESCO, desde 1998.
Todos los abrigos del Prado de Tormon están señalizados para su visita mediante postes de madera con o sin palas metálicas, poseen paneles explicativos y están protegidos por cerramientos adecuados.
Respecto a los abrigos del Sendero de Arte Rupestre de Tormón, todos están catalogados, documentados y estudiados, pero solo seis de ellos se hallan señalizados, ilustrados y protegidos. La relación de abrigos señalizados y protegidos de esta ruta es la siguiente –por orden de su situación en el recorrido-:
- Abrigo Hoya de los Navarejos I: descubierto por el agente de protección de la Naturaleza (Liberato Fortea), en 2008. Catalogado y documentado por los servicios técnicos de la Dirección General de Cultura y Patrimonio del Gobierno de Aragón, está declarado Bien de Interés Cultural (BOA n.º 222, de 10 de noviembre de 2011). Su estudio y publicación corrió a cargo de Manuel Bea Martínez y Jorge Angás Pajas (2015).[12]

- Abrigo Hoya de los Navarejos II: descubierto por el agente de protección de la Naturaleza (Liberato Fortea), en 2008. Catalogado y documentado por los servicios técnicos de la Dirección General de Cultura y Patrimonio del Gobierno de Aragón, está declarado Bien de Interés Cultural (BOA n.º 222, de 10 de noviembre de 2011). Su estudio y publicación corrió a cargo de M. Bea y J. Angás (2015).[13]

- Abrigo Hoya de los Navarejos V: descubierto un miembro de la cuadrilla contra incendios n.º 18 (Ricardo Canet García), en 2009. Catalogado y documentado por los servicios técnicos de la Dirección General de Cultura y Patrimonio del Gobierno de Aragón, está declarado Bien de Interés Cultural (BOA n.º 222, de 10 de noviembre de 2011). Su estudio y publicación corrió a cargo de M. Bea y J. Angás (2015).[14]

- Abrigo Barranco de la Casa Forestal de Tormón II: descubierto un miembro de la cuadrilla contra incendios n.º 18 (Ricardo Canet García), en 2009. Catalogado y documentado por los servicios técnicos de la Dirección General de Cultura y Patrimonio del Gobierno de Aragón, está declarado Bien de Interés Cultural (BOA n.º 222, de 10 de noviembre de 2011). Su estudio y publicación corrió a cargo de M. Bea y J. Angás (2015).[15]

- Abrigo Prados de los Arejos II: descubierto por un Agente de Patrimonio Cultural (Hilario Dalda), en 2012. Catalogado y documentado por los servicios técnicos de la Dirección General de Cultura y Patrimonio del Gobierno de Aragón, está declarado Bien de Interés Cultural (BOA n.º 132, de 8 de julio de 2013). Su estudio y publicación corrió a cargo de M. Bea y J. Angás (2015).[16]

- Abrigo Barranco del Prao Medias: descubierto por el Agente de Protección de la Naturaleza (Liberato Fortea) y el integrante de la cuadrilla contra incendios n.º 18 (Ricardo Canet), en agosto de 2008. Catalogado y documentado por los servicios técnicos de la Dirección General de Cultura y Patrimonio del Gobierno de Aragón, está declarado Bien de Interés Cultural (BOA n.º 132, de 8 de julio de 2013). Su estudio y publicación corrió a cargo de M. Bea (2014).[17]

## Contenido de los abrigos rupestres progetidos de Tormón: motivo decorativo principal, estilo y datación
- Cerrada del Tío Jorge: parte delantera de bóvido en color rojo oscuro/ Levantino muy naturalista/ Neolítico (7.000-5.000 años Antes del presente).

- Ceja de Piezarrodilla: Jabalí en color rojo, gran bóvido repintado/ Levantino muy naturalista/ Neolítico (7.000-5.000 años AP).

- Paridera de Tormón: Cáprido negro orientado a la derecha y figura antropomorfa femenina en color blanco/ Levantino naturalista/ Neolítico (7.000-5.000 años AP).

- Cabras Blancas: Escena de caza de cápridos: cinco antropomorfos, algunos con arco, siete cabras (varias atravesadas por flechas), cierva y cuadrúpedo indeterminado/ Levantino muy naturalista (motivos blancos sobre soporte negro)/ Neolítico (7.000-5.000 años AP).

- Hoya de los Navarejos I: escena de lucha entre dos grupos de antropomorfos/ Arte levantino y esquemático/ Neolítico Antiguo y Final (7.000-5.000 años AP).

- Hoya de los Navarejos II: Antropomorfo estilizado tocado con plumas/ Arte levantino/ Neolítico Antiguo y Final (7.000-5000 años AP).

- Hoya de los Navarejos V: toro rojo completo orientado a la derecha/ Arte levantino/ Neolítico Antiguo y Final (7.000-5000 años AP).

- Barranco Casa de Tormón II: Panel con pinturas complejas: antropomorfos, zoomorfos, signos geométricos y retículas/ Arte levantino y esquemático/ Todo el Neolítico (7.000-5.000 años AP).

- Prados de los Arejos II: Panel con pinturas superpuestas: toro, motivos esquemáticos, antropomorfos y geométricos/ Arte levantino y esquemático/ Entre Neolítico Antiguo y Edad de los Metales (7.000-4.000 años AP).

- Barranco Prao Medias: Ciervos rojos, orientados a la derecha/ Arte levantino/ Todo el Neolítico (7.000-5.000 años AP).

Para la visita de los abrigos rupestres de Tormón existe una «Guía Didáctica» –Sendero por el Arte Rupestre de Tormón (2017)-: editado por el Ayuntamiento de Tormón, en colaboración con la Dirección General de Cultura y Patrimonio del Gobierno de Aragón.